# Einschnitt (Verkehrsweg)

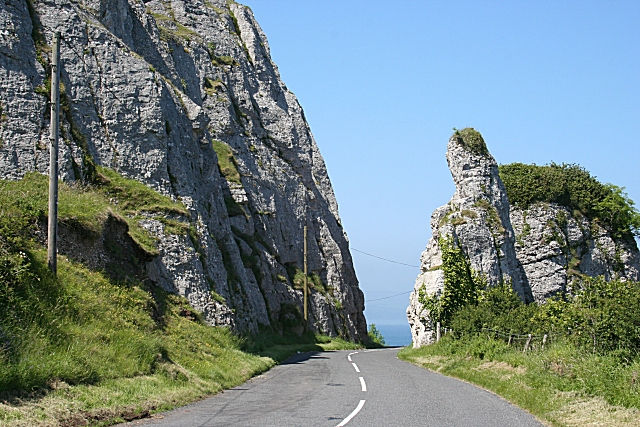
Straßeneinschnitt

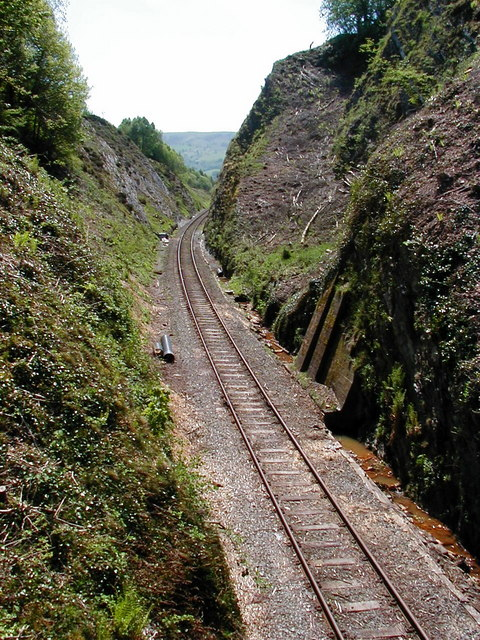
Einschnitt einer Bahnstrecke

Ein Geländeeinschnitt oder kurz Einschnitt, auch Troglage genannt, bezeichnet ein lineares Erdbauwerk in Form einer Graben-ähnlichen nach oben offenen Vertiefung der Geländeoberfläche zur Aufnahme eines Verkehrswegs, das durch Erdaushub (Beseitigung von Bodenmaterial) erstellt wird.
Er dient der Nivellierung lebhafter Topographie und der Abmilderung von Steigungen. Er wird seitlich durch Böschungen und nach unten durch die Einschnittssohle begrenzt. Die Böschungen können je nach Standfestigkeit des Bodens verschieden geneigt oder auch getreppt sein.
Eingesetzt wird der Einschnitt für Straßen, Bahnstrecken sowie Kanäle und Levadas. Einschnitte sind auch bei Hohlwegen entstanden, dort jedoch durch die dauerhafte Nutzung sowie Regenwasser. Ein Einschnitt kommt auch bei der offenen Bauweise für Tunnel zum Einsatz.
Eine durch einen längeren Einschnitt verlaufende Bahn wird als Einschnittbahn oder Tiefbahn und eine darin liegende Station auch als Einschnittbahnhof oder Tiefbahnhof bezeichnet. 
Natürliche Geländeeinschnitte sind meist durch Wasserausfurchung entstanden. 